# 1944-es magyar férfi kosárlabda-bajnokság
Az 1944-es magyar férfi kosárlabda-bajnokság a tizenkettedik magyar kosárlabda-bajnokság volt. Tizenkét csapat indult el, a csapatok egy kört játszottak.
A Műegyetemi pirosfeketék a MAFC második csapata volt.
A bajnokság után visszatértek az őszi-tavaszi lebonyolításra. Az 1944–45-ös bajnokság ősszel el is kezdődött, de félbeszakadt. Az indulók: BBTE, BEAC, BSE, BSzKRt SE, Budapesti TC, Futura TE, Gamma SE, Kassai FSC, Kistext SE, MAC, MAFC, Mátyásföldi TC, MOVE TE, Testnevelési Főiskola SE, Újpest-Rákospalotai AK, Vacuum OSE.

## Tabella
| #   | Csapat                   | M  | Gy | V | K+  | K-  | P  |
| --- | ------------------------ | -- | -- | - | --- | --- | -- |
| 1.  | MAFC                     | 11 | 11 | 0 | 409 | 317 | 22 |
| 2.  | BSzKRt SE                | 11 | 10 | 1 | 498 | 306 | 20 |
| 3.  | Kassai FSC               | 11 | 7  | 4 | 249 | 221 | 14 |
| 4.  | Testnevelési Főiskola SE | 11 | 6  | 5 | 348 | 330 | 12 |
| 5.  | MOVE TE                  | 11 | 6  | 5 | 327 | 302 | 12 |
| 6.  | Futura TE                | 11 | 6  | 5 | 410 | 376 | 12 |
| 7.  | BEAC                     | 11 | 5  | 6 | 275 | 303 | 10 |
| 8.  | BBTE                     | 11 | 5  | 6 | 320 | 343 | 10 |
| 9.  | Gamma SE                 | 11 | 3  | 8 | 295 | 356 | 6  |
| 10. | Kistext SE               | 11 | 3  | 8 | 353 | 434 | 6  |
| 11. | BSE                      | 11 | 2  | 9 | 320 | 372 | 4  |
| 12. | Műegyetemi pirosfeketék  | 11 | 2  | 9 | 244 | 388 | 4  |

* M: Mérkőzés Gy: Győzelem V: Vereség K+: Dobott kosár K-: Kapott kosár P: Pont
Megjegyzés: Az újságban közölt végeredmény a dobott és kapott kosarakat nem tartalmazta, azok egy korábbi állásból és az utána közölt meccseredményekből lettek kiszámolva. Az azonos pontszám esetén történtő döntésekről nem volt adat, de a végeredményben már nem volt holtverseny közölve.